# ليزر أيوني

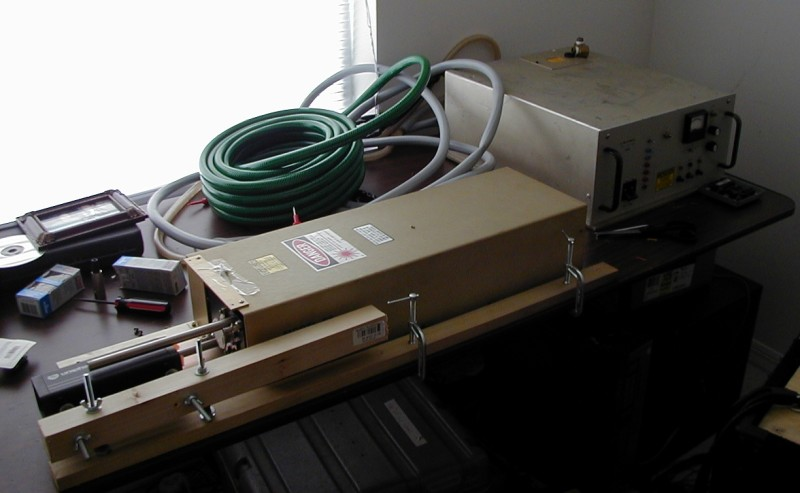

الليزر الأيوني (بالإنجليزية: Ion laser)‏ هو ليزر غازي يَستعمِل غازًا مؤين كوسطٍ ليزري.

## الأنواع

### تجريبيًا
- زينون[3]
- يود[4]
- أكسجين[5]

## التطبيقات
- مجهر بؤري
- جراحة
- طب الليزر
- تجارب مطيافية